# Da qualche parte in California
Da qualche parte in California (Coffee and Cigarettes: Somewhere in California) è un cortometraggio del 1993 scritto e diretto da Jim Jarmusch e ripreso nel nord della California.

## Trama
Il film consiste essenzialmente in una conversazione tra Iggy Pop e Tom Waits in un café, mentre i due fumano e bevono caffè. I temi della conversazione spaziano dal soccorso medico stradale d'emergenza allo smettere di fumare, da Gianni e Pinotto al successo dei due artisti giudicato dalla presenza dei loro album in un jukebox.

## Riconoscimenti
Il film ha vinto la Palma d'Oro del Cortometraggio nel 1993, ed è entrato a far parte di una serie di cortometraggi che hanno poi dato vita dieci anni dopo a Coffee and Cigarettes (trad. Caffè e Sigarette).